# François Mariauchau d'Esgly
François Mariauchau d'Esgly, né à Paris en 1670 et mort le 8 janvier 1730 à Québec, est un officier, lieutenant du roi, major et commandant du fort Chambly.

## Biographie
François Mariauchau d'Esgly commença sa carrière militaire d’abord au régiment du Dauphiné comme enseigne. 
En 1689, il embarqua pour la Nouvelle-France. Le gouverneur de la Nouvelle-France, Louis de Buade de Frontenac, le nomme brigadier de sa garde, puis en 1693, l'élève au grade de lieutenant réformé.
Le 1er mai 1696, il devint lieutenant d’une des compagnies du détachement des troupes de marine de Nouvelle-France.
En 1703, le nouveau gouverneur de la Nouvelle-France, Philippe de Rigaud de Vaudreuil, lui donna mission d'aller en France avertir le roi Louis XIV du décès de sieur Hector de Callière, son prédécesseur au poste de gouverneur. 
En juin 1704, lors de son retour vers le Canada, son navire fut entouré par des unités navales anglaises et capturé au large des Açores. Il fut fait prisonnier avec tout l’équipage et les autres passagers,notamment l'évêque de la Nouvelle-France, Jean-Baptiste de La Croix de Chevrières de Saint-Vallier. Détenu plus d’un an en Angleterre, il regagna d’abord la France où il demeura plusieurs mois avant de revenir au Canada, en 1705, portant le grade de capitaine des gardes du gouverneur Vaudreuil.
En 1713, François Mariauchau d'Esgly est nommé commandant du fort Chambly en remplacement de François Desjordy Moreau de Cabanac, poste qu'il occupera jusqu'en 1716, cette année là, il est nommé major de la ville de Trois-Rivières. Le commandement du fort Chambly passera à Jacques-Charles de Sabrevois.
Le 2 janvier 1716, il succède à Jean-Louis de la Corne de Chaptes, dans les fonctions de major de Trois-Rivières. 
Le 7 mai 1720, il était promu major des troupes à Québec. 
Le 23 décembre 1721, François Mariauchau d'Esgly fut décoré de la croix de Saint-Louis. 
Le 23 avril 1726, il est nommé lieutenant de roi en poste à Trois-Rivières.
Le 4 janvier 1730, il est hospitalisé à l’Hôtel-Dieu de Québec où il mourut le 8 janvier 1730 et inhumé le 10 au cimetière de l’Hôtel-Dieu de Québec.
Le 7 janvier 1708, il avait épousé à Québec, Louise-Philippe Chartier de Lotbinière, fille de René-Louis Chartier de Lotbinière, premier conseiller au Conseil souverain, et de Marie-Madeleine Lambert. Ils eurent plusieurs enfants dont Louis-Philippe Mariauchau d'Esgly, l'évêque de Québec ainsi que Louise Mariachau d'Esgly qui épousa en 1732, le commandant et armateur François Martel de Brouague.